# Brendan Murray

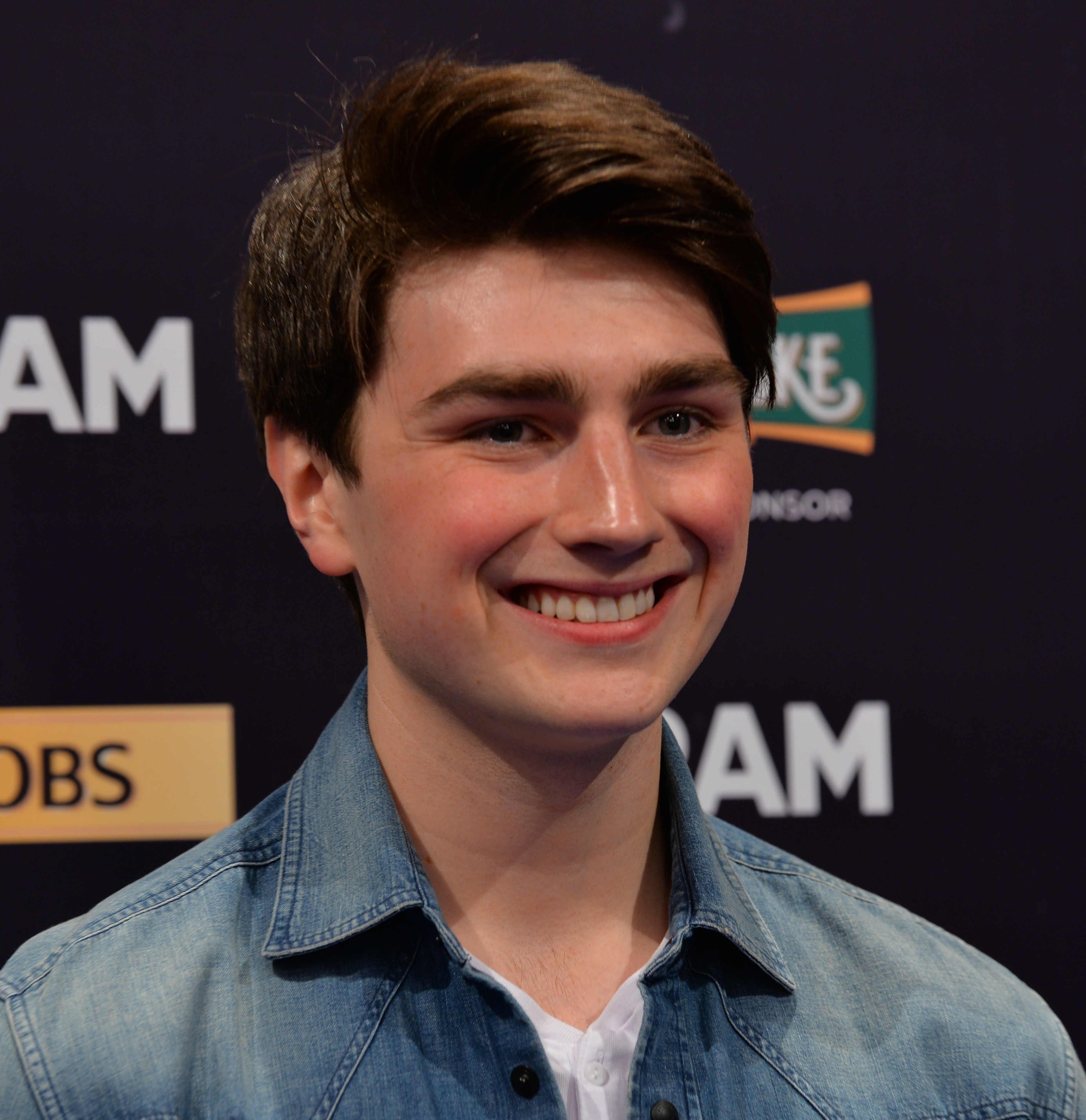
Brendan Murray (2017)

Brendan Hughes Francis Murray (* 16. November 1996 in Galway) ist ein irischer Sänger und Ex-Mitglied der Boyband HomeTown. Er vertrat Irland beim Eurovision Song Contest 2017 im ukrainischen Kiew.

## Leben
Brendan Murray wuchs als Sohn von David und Julieanne Murray im irischen Galway heran. Wie sein Bruder Denis spielte Murray in jungen Jahren Fußball, entschied sich jedoch für eine Karriere als Sänger. Er besuchte bis 2014 die katholische St. Jarlaths School in Tuam.
2014 wurde Murray von Louis Walsh zu einem Teil der sechsköpfigen irischen Boyband Hometown gewählt. Die Formation hatte in den kommenden zwei Jahren einige Erfolge in Irland zu verbuchen, darunter die beiden Nummer-eins-Hits Where I Belong and Cry for Help. Ihr erstes Album HomeTown landete auf Platz 4 der irischen Charts. 2015 und 2016 waren sie auf Tour mit der britischen Band The Vamps. Am 7. Dezember 2016 verkündeten die Gruppe eine Pause auf unbestimmte Zeit.
Am 16. Dezember 2016 wurde Murray als Solokünstler ausgewählt, um Irland beim kommenden ESC zu vertreten. Sein Lied trug den Titel Dying to Try. Nach der Teilnahme im zweiten Halbfinale konnte er sich allerdings nicht für das Finale qualifizieren.
2018 nahm er an der 15. Staffel der britischen Castingshow The X Factor teil und belegte den fünften Platz.

## Diskografie
Singles
- 2017: Dying to Try
- 2018: Way Too Fast
- 2019: If I’m Honest
- 2020: Falling
- 2020: Teardrops
- 2020: Let Go
- 2020: Nothing Compares 2 U
- 2020: 500 Days
- 2020: Wishing You Home For Christmas
- 2021: Here to Stay
- 2021: Deep Fake
- 2022: Real Love